# 龍谷中学校・高等学校
龍谷中学校・高等学校（りゅうこくちゅうがっこう・こうとうがっこう　英: Ryukoku Junior & Senior High School）は、佐賀県佐賀市水ヶ江三丁目にある私立中学校・高等学校。学校法人佐賀龍谷学園が運営する。「龍谷」（新漢字の竜谷を使われることもある）という名を冠した最初の学校で、地名の付かない唯一の「龍谷中学校・高等学校」である。

## 校訓
- 合掌
- 感謝
- 自立
- 明朗

## 学科
- 普通科特別進学コース
- 普通科文理進学コース
- 普通科総合コース
- 普通科保育コース
- 普通科仏教コース
- 中高一貫コース

## 沿革

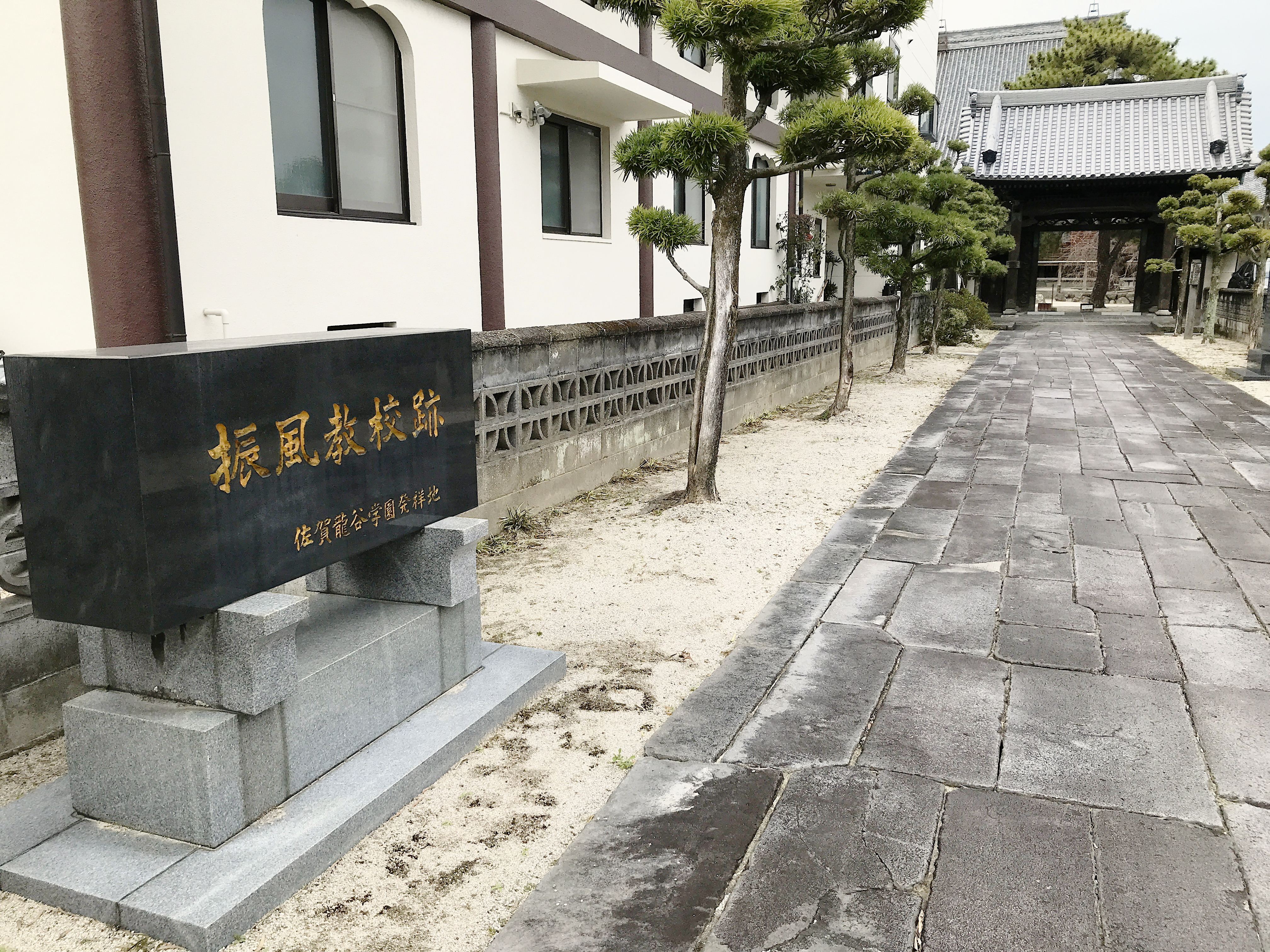
振風教校跡の石碑（願正寺、佐賀市呉服元町）

- 1878年（明治11年） - 佐賀県真宗寺院の共同により、振風教校として願正寺内に開校。仏典・漢籍・算術・物理・地理を教授する。
- 1900年（明治33年） - 西肥仏教中学と改称
- 1902年（明治35年） - 第五仏教中学と改称[1]
- 1903年（明治36年） - 現在地に移転
- 1908年（明治41年） - 龍谷中学校と改称
- 1912年（明治45年） - 私立龍谷専修学院を併設
- 1947年（昭和22年） - 新制中学校を併設
- 1948年（昭和23年） - 新制龍谷高等学校となる。同年5月財団法人龍谷中学校を財団法人佐賀龍谷学園に組織変更。
- 1951年（昭和26年） - 財団法人を学校法人佐賀龍谷学園に組織変更
- 1955年（昭和30年） - 龍谷中学校休校
- 1961年（昭和36年） - 男女共学となる
- 1992年（平成4年） - 文理コース設置
- 1993年（平成5年） - 仏教コース設置
- 1994年（平成6年） - 龍谷中学校再開
- 1997年（平成9年） - 中高一貫となる
- 2007年（平成19年） - 佐賀で開催された全国高等学校総合体育大会「2007青春・佐賀総体」で男子剣道部が優勝
- 2016年（平成28年） - 第98回全国高校野球選手権佐賀大会で野球部が準決勝に進出するが、部員の喫煙問題と部室のボヤ騒ぎと問題が発覚。部室に煙草の吸殻が約20本発見され、複数の部員が喫煙を認めたため準決勝出場を辞退。喫煙を認めた4人は全員3年生で今大会の登録選手もいた。龍谷高校は春夏通じて通算4度の甲子園出場経験（1980年夏、1989年春、1995年夏、2015年夏）がある[2]。
- 2018年（平成30年） - サッカー部が創部6年目で第97回全国高等学校サッカー選手権大会に佐賀県代表として初出場[3]。
- 2019年（平成31年） - 同校を運営する学校法人佐賀龍谷学園が大塚製薬とスポーツ振興・健康増進に関する協定を締結。サッカー部のユニフォームには同社のブランドである「ボディメンテ」のロゴが付く[4]。

## 所在地
- 佐賀県佐賀市水ヶ江3丁目1-25

## 出身有名人

### プロ野球
- 河野昌人（元プロ野球選手）
- 堤裕貴（元プロ野球選手）
- 中井伸之（元プロ野球選手）
- 山口裕二（元プロ野球選手）

### サッカー
- 鍬田一雅（プロサッカー選手）
- 二田理央（プロサッカー選手）
- 中野伸哉（プロサッカー選手）
- 福井太智（プロサッカー選手）
- 大里皇馬（プロサッカー選手）
- 坂井駿也（プロサッカー選手）
- 楢原慶輝（プロサッカー選手）
- 竹内諒太郎（プロサッカー選手）

### 競輪
- 荒井崇博（競輪選手）
- 井上茂徳（元競輪選手・現競輪解説者）
- 小川博美（元競輪選手）
- 佐々木浩三（競輪選手）

### 芸能
- 荒川良々（俳優）
- 塙宣之（お笑い芸人ナイツ）

### その他
- 川内将嗣（ボクシング選手）
- 武富礼衣（将棋女流棋士）
- 持永只仁（アニメーション監督）※旧制龍谷中
- 宮崎邦次（元第一勧業銀行会長）※旧制龍谷中